# Chesterfield County (South Carolina)
Chesterfield County ist ein County im Bundesstaat South Carolina der Vereinigten Staaten. Das U.S. Census Bureau hat bei der Volkszählung 2020 eine Einwohnerzahl von 43.273 ermittelt. Der Verwaltungssitz (County Seat) ist Chesterfield.

## Geographie
Das County liegt im Norden von South Carolina, grenzt an North Carolina und hat eine Fläche von 2087 Quadratkilometern, wovon 19 Quadratkilometer Wasserfläche sind. Es grenzt im Uhrzeigersinn an folgende Countys: Union County, Anson County und Richmond County in North Carolina, Marlboro County, Darlington County, Kershaw County und Lancaster County.

## Geschichte
Chesterfield County wurde am 12. März 1785 gebildet und am 1. Januar 1800 in einen Gerichtsbezirk umgewandelt. Am 16. April 1868 erhielt es erneut den Status eines eigenständigen Countys. Benannt wurde es nach dem Staatsmann und Schriftsteller Philip Stanhope, 4. Earl of Chesterfield, dessen veröffentlichte Briefe an seinen Sohn in Amerika populär waren.

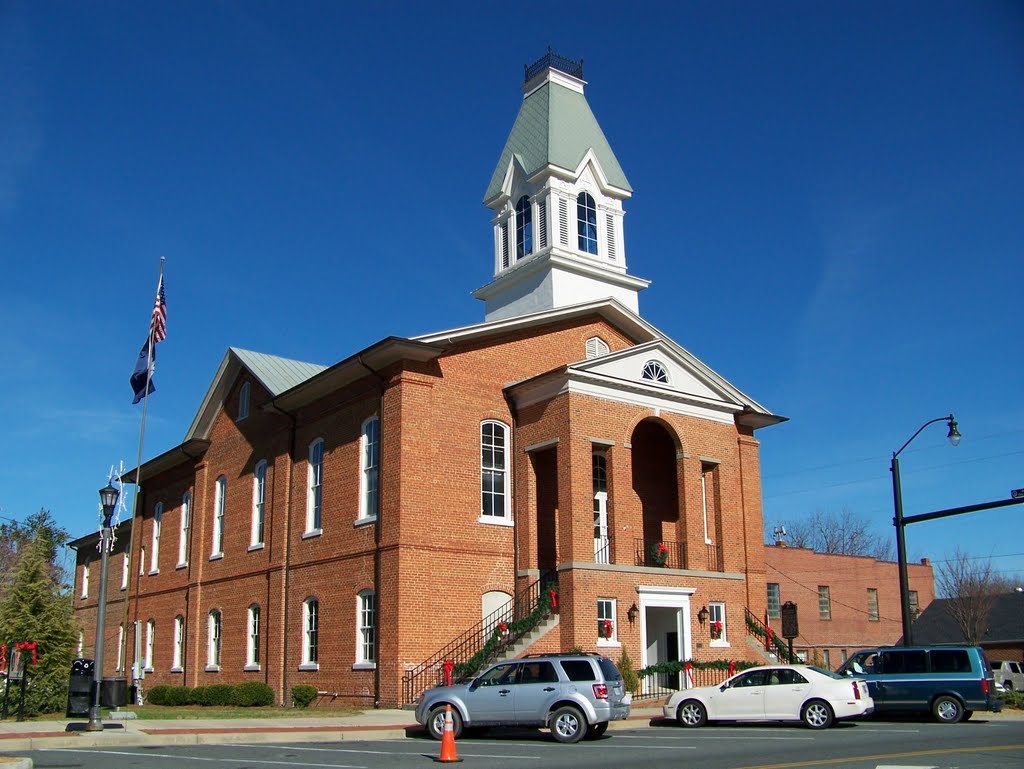
Das Old Chesterfield County Courthouse im East Main Street Historic District. Dieser Historic District ist einer von neun Einträgen des Countys im NRHP.

Neun Bauwerke und Stätten des Countys sind im National Register of Historic Places (NRHP) eingetragen (Stand 27. Juli 2018).

## Demografische Daten
Nach der Volkszählung im Jahr 2000 lebten im Chesterfield County 42.768 Menschen in 16.557 Haushalten und 11.705 Familien. Die Bevölkerungsdichte betrug 21 Einwohner pro Quadratkilometer. Ethnisch betrachtet setzte sich die Bevölkerung zusammen aus 64,34 Prozent Weißen, 33,22 Prozent Afroamerikanern, 0,34 Prozent amerikanischen Ureinwohnern, 0,30 Prozent Asiaten, 0,02 Prozent Bewohnern aus dem pazifischen Inselraum und 1,04 Prozent aus anderen ethnischen Gruppen; 0,75 Prozent stammten von zwei oder mehr Ethnien ab. 2,27 Prozent der Bevölkerung waren spanischer oder lateinamerikanischer Abstammung.
Von den 16.557 Haushalten hatten 33,4 Prozent Kinder unter 18 Jahre, die bei ihnen lebten. 49,6 Prozent waren verheiratete, zusammenlebende Paare, 16,3 Prozent waren allein erziehende Mütter, 29,3 Prozent waren keine Familien, 25,9 Prozent waren Singlehaushalte und in 10,0 Prozent lebten Menschen mit 65 Jahren oder darüber. Die Durchschnittshaushaltsgröße betrug 2,54 und die durchschnittliche Familiengröße betrug 3,05 Personen.
26,6 Prozent der Bevölkerung war unter 18 Jahre alt. 8,5 Prozent zwischen 18 und 24, 29,0 Prozent zwischen 25 und 44, 23,9 Prozent zwischen 45 und 64 und 12,0 Prozent waren 65 Jahre alt oder älter. Das Durchschnittsalter betrug 36 Jahre. Auf 100 weibliche Personen kamen 93,2 männliche Personen und auf 100 Frauen im Alter von 18 Jahren und darüber kamen 90 Männer.
Das jährliche Durchschnittseinkommen eines Haushalts betrug 29.483 USD, das Durchschnittseinkommen einer Familie betrug 36.200 USD. Männer hatten ein Durchschnittseinkommen von 30.205 USD, Frauen 20.955 USD. Das Prokopfeinkommen betrug 14.233 USD. 16,7 Prozent der Familien und 20,3 Prozent der Bevölkerung lebten unterhalb der Armutsgrenze.

## Orte im Chesterfield County
Im Chesterfield County liegen acht Gemeinden, die alle den Status einer Town besitzen.
Towns
| - Cheraw 1 - Chesterfield - Jefferson - McBee | - Mount Croghan - Pageland - Patrick - Ruby |

Unincorporated Communities
| - Cash | - Catarrh |  |